# Zopherus chilensis
El maquech (Zopherus chilensis) es una especie de coleóptero polífago de la familia Zopheridae. Su nombre común proviene del maya makech, aplicado en la península de Yucatán, México. Se le llama popularmente escarabajo yucateco porque al parecer solamente existe en dicha península.
La información presentada a continuación es producto del trabajo de investigación de campo realizado por Miss y Reyes-Novelo en el municipio de Sotuta, Yucatán.

## Descripción
El género, descrito por primera vez en 1832 por el zoólogo inglés George Robert Gray, incluye diecinueve especies.
Es la especie de mayor tamaño en el género. No presenta dimorfismo sexual; de manera general, se ha observado que los ejemplares de menor tamaño son machos y los de mayor tamaño hembras. En su edad adulta llega a medir 4 cm de largo; es de color cenizo, con tonalidades cafés, con puntos negros en toda la parte superior del caparazón de que está dotado. La cabeza tiene dos pequeñas antenas cerca de la boca.

## Hábitat y distribución
Se encuentra particularmente en los alrededores de la ciudad de Huhí, en el estado de Yucatán.
El clima, factor importante para la biodiversidad característica de cada región, es cálido subhúmedo con una temperatura media anual de 27,5 °C, una precipitación anual de 1000 mm y una elevación de 21 m sobre el nivel del mar. De actividad nocturna, estos organismos  están presentes en lo que se conoce como arbolado muerto en la selva tropical.
Diversas variedades de estos coleópteros se hallan distribuidos por todo el mundo; la mayoría son malos voladores y muchos tienen las alas reducidas o atrofiadas, por lo que su capacidad de dispersión es limitada y son incapaces de superar las barreras geográficas; ello ha propiciado la proliferación de numerosos endemismos con áreas de distribución muy restringidas a hábitats concretos  Es el caso del maquech en una cierta región de la península de Yucatán.

## Ciclo de vida y hábitos alimenticios
Los hábitos de reproducción (observados en seis ejemplares en cautiverio por los investigadores mencionados con anterioridad) se dividen en tres etapas: cortejo o precópula, cópula y poscópula. En promedio el tiempo total de reproducción es de cincuenta minutos, pudiendo llegar hasta una hora. Los meses en que los coleópteros presentaron una conducta reproductiva fueron desde abril a agosto, de manera que el periodo de ovoposición se observó en septiembre. Dependiendo de las veces que la hembra haya copulado puede poner hasta 288 huevos en un período de un mes, poniendo diariamente de uno a treinta y dos. Los factores climatológicos influirán a en si la reproducción será o no exitosa. Siendo así la probabilidad de reproducción será menor si se encuentran en cautiverio lejos de su tierra de origen.
De acuerdo a Carillo et alii (citado en la referencia de Reyes-Novelo) se observan muchos ejemplares adultos y mayor actividad en épocas de calor (marzo-agosto); esto podría explicarse considerando sus hábitos alimenticios y la disponibilidad de alimento, como se puede ver en la siguiente sección. Las larvas eclosionan poco después (en octubre, en este caso), y en promedio transcurren nueve días para el paso de huevo a primer estado larval.  No se cuenta con mayor información respecto al desarrollo larval según las fuentes verificadas para la redacción del presente artículo. Al morir, tras seis a ocho meses de vida, se le desprende la cabeza. Sin embargo hay casos en que su ciclo de vida es mayor y pueden llegar a vivir hasta cinco años.
Se observó un comportamiento micófago en los ejemplares, encontrando que el Schizophyllum commune es el aceptado de manera general. Consumen preferentemente esporóforos I y II, y cuando estos se agotan optan por comer esporóforos en etapa III; la etapa IV no es muy aceptada; los hongos fueron recolectados en troncos de Bursera simaruba. Hay menos esporóforos en los troncos en los tiempos del año de mayor calor, por lo que los coleópteros deben dispersarse para conseguir alimento. Se ha comprobado esta especie también es apta a alimentarse de fruta, por ejemplo de plátano. El consumo de dicho fruto es recomendado por los vendedores de Yucatán.

## Presencia en folclore mexicano
Cuenta la leyenda que una princesa maya se enamoró de un pobre muchacho estando comprometida y juraron a los dioses jamás olvidarse. El padre de la princesa, al enterarse del romance que existía entre su hija y aquel muchacho, ordenó que fuese sacrificado. Por esta causa, la princesa, llamada Cuzán, prometió a su padre no volver a ver a Chalpol, su amado. Ella lloraba inconsolablemente todas las noches y un chamán se compadeció de ella así que convirtió al amado de la princesa en maquech. El maquech fue decorado por los mejores joyeros de la región y de esta manera su amada pudo usarlo como prendedor viviente toda la vida... y cerca de su corazón.

## Zopheridaeusado como joya

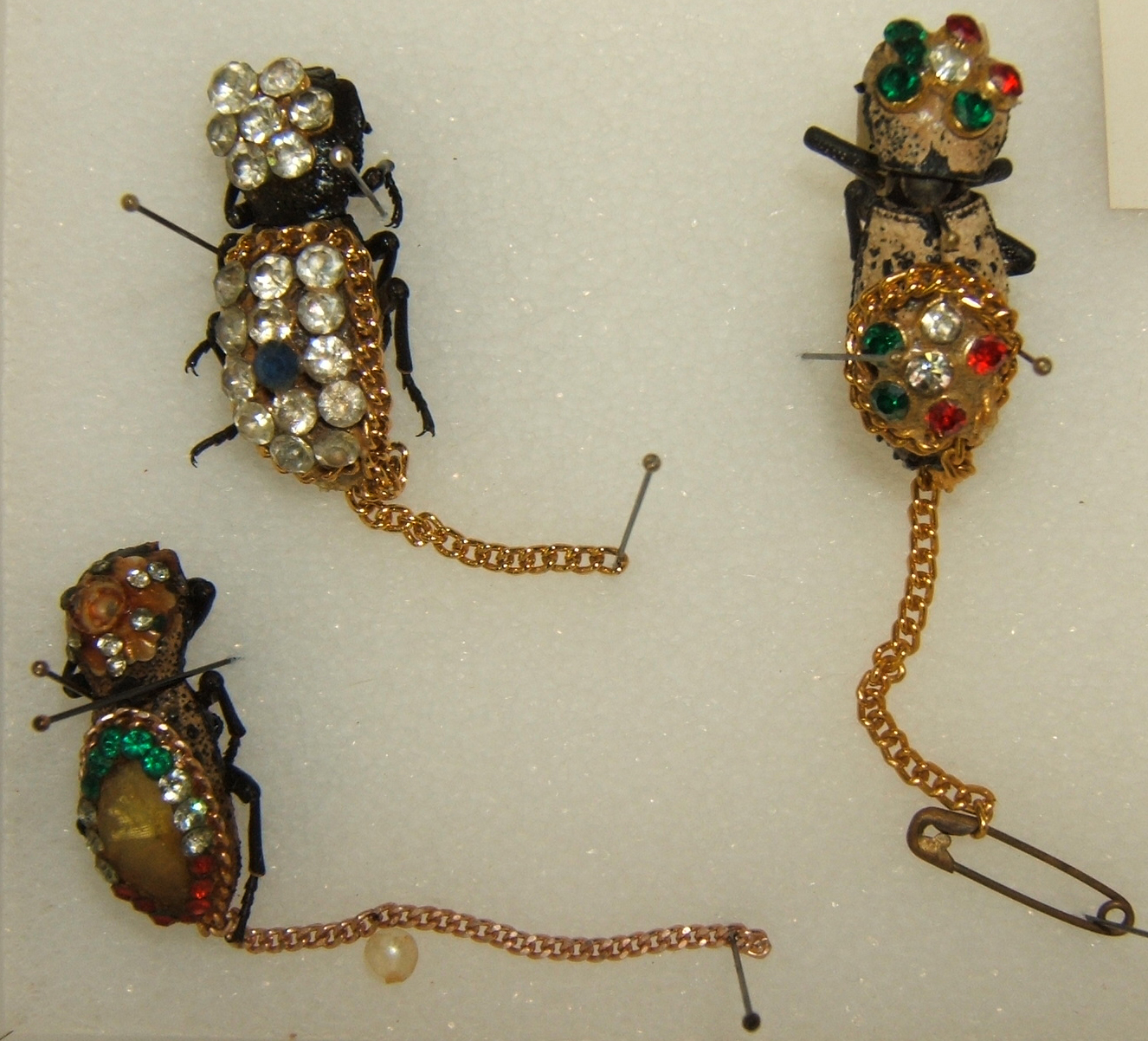
Zopheridae usado como joya

Dada la leyenda que se cuenta sobre este animal, el maquech se ofrece como amuleto para el amor e incluso es considerado un símbolo de longevidad; se le ha usado tradicionalmente como joya viviente para adornar la vestimenta de las mujeres. No se reproduce en cautiverio.
El uso comercial no es regulado por ninguna institución y poco es lo que se conoce sobre este organismo, de manera que es común que muera a los pocos días de haber sido adquirido.
Los colectores dedican jornadas de hasta ocho horas para sustraer a los organismos de su hábitat natural (troncos putrefactos, zonas con hongos, bajo las rocas); posteriormente los venden a un adornador. Este se encarga de decorar al coleóptero y fijar el precio de venta; en temporadas bajas, cuando el maquech es abundante (septiembre a febrero) el precio es bajo, mientras que en la temporada alta (marzo a agosto) los precios son altos dada la escasez de ejemplares. Pueden ser conseguidos en mercados de artesanías de Mérida, aunque también es exportado para ser comercializado en otros lugares. El precio promedio no es muy alto, pudiendo ir desde treinta pesos mexicanos hasta cincuenta pesos mexicanos; además de la temporada, el precio también depende del material de las piedras usadas como decoración, pues es el valor agregado que le da el adornador. Recientemente se ha prohibido su recolección y venta por tratarse de una variedad, propia del endemismo antes aludido de estos insectos, en riesgo de extinción; sin embargo, aún puede vérsela sobre la vestimenta de algunas mujeres en ciertos poblados de la península de Yucatán, considerándosela una tradición cultural.

## Proyección a futuro
Es necesario realizar mayores investigaciones sobre este organismo, pues es probable que sea una especie con riesgo de extinguirse; en este punto es importante considerar y evaluar qué amenazas existen para el hábitat que permite la supervivencia de este organismo, pues la deforestación es un problema latente en muchas regiones de México. Contando con la información necesaria, podría hacerse un plan que permitiera la difusión de este organismo para aumentar el impacto de la presencia de Yucatán en México y en el mundo. Subrayar la valía de los organismos endémicos es un punto prioritario, así como fomentar la consciencia sobre la gran biodiversidad existente en el país. Asimismo, podría aprovecharse para permitir si bien no el enriquecimiento, sí una mejora en la economía de quienes podrían ser partícipes de la reproducción, cuidado y comercialización del maquech como recurso forestal, evitando a toda costa la explotación y desbalance en el medio ambiente por la extracción de una especie.